# 夏への扉 (漫画)
『夏への扉』（なつへのとびら）は、竹宮惠子による短編漫画、および、それを原作とする1981年のアニメーション映画。1975年19号・20号に白泉社の少女漫画雑誌『花とゆめ』に掲載された。翌年に花とゆめコミックスから単行本化されたが、その際には竹宮が小学館や講談社など他社の漫画雑誌で掲載した作品が収録されている。

## ストーリー
時は1864年。あるフランスの男子校で夏休みが始まろうとしていた。
マリオン・フィエスは容姿端麗にして学業もトップという秀才ぶりから寄宿舎内でも街の少女たちからも常に注目の的であった。少年らしからぬ超然とした雰囲気を漂わせる彼は、学内で仲間のジャック・シドーやリンド・アレイン、クロードと共に「合理党」というグループを結成し、そのリーダーとして一目置かれる存在となっていたのである。
とある昼下がり、カフェに立ち寄った合理党メンバーは、ギムナジウムの男子生徒誰もがマドンナと慕い憧れる市長の令嬢である美少女レダニア・フランソワを巡って、些細なことから始まった上級生アルマンとガブリエルの喧嘩に遭遇する。見かねて仲裁に入ったマリオンは、騒ぎの張本人ガブリエルと「背を向けた状態で線路に立ち猛スピードで迫る列車に果たしてどちらがどこまで耐えられるか」という度胸試しの決闘によって決着をつけることにする。衆人環視の中で決闘が始まるが、ガブリエルは機関車の轟音に耐え切れず早々と離脱してしまう。ギリギリまで平然と踏み止まり勝負に勝ったマリオンは涼しい顔でその場を立ち去ろうとするが、自分が今しがた緊急停車させた汽車から優雅に降りて来た妖艶な美女サラ・ヴィーダに呼び止められる。ポーカーフェイスで応えるマリオンの心中に生じた動揺を見抜いたサラは、突然マリオンの唇を奪い「遊びにいらして…」と誘惑の言葉を残して去って行く。
いくら「合理党」のリーダー然と振る舞い気取ってはいても、やはりマリオンも思春期の少年である。人並以上に性への興味・関心はあったものの、母親の再婚による複雑な家庭環境から男女の恋愛を禍々しく不浄なものと感じる過敏な潔癖さが、それを無理矢理に抑え込んでいた。その複雑な感情はある日好意を告げる恋文を送ってきたレダニアに対しても向けられ、カフェで待つ彼女を「不潔」と罵倒したマリオンは頬を打たれてしまう。自暴自棄となったマリオンは雨の降りしきる中を走り去り、ずぶ濡れになってそのまま路上に倒れ込む。
冷たい雨に打たれ凍えて肺炎になりかけていたマリオンを救ったのは、サラだった。別荘へ連れて行き服を脱がせた後、激しく燃える暖炉の前で優しくキスを教えてくる年上の美女サラの誘惑に抗えず、遂にマリオンはサラと激しい一夜を共にしてしまう。その夜の出来事がきっかけで、マリオンの心情だけでなく、「合理党」内の人間関係にも大きな変化が訪れる。

## 主な登場人物
※　担当声優はいずれも1980年アニメーション映画でのキャスト。
マリオン・フィエス
声 - 水島裕
合理党を率いる金髪碧眼の男子生徒。容姿端麗に加え、成績優秀で何事にも才能に秀でており、上級生の口論の仲裁にも躊躇しない芯の強さを持ち合わせている。女子からの人気も高いが、母親との確執から恋愛には否定的である。レダニアのことを内心では意識しているが、自身の恋愛観との相克に頭を悩ませている。ガブリエルとの決闘がきっかけでサラと出くわし、彼女との関係を通して徐々に閉ざしていた心を開くようになる。
ジャック・シドー
声 - 古谷徹
合理党のメンバーで、そばかすが特徴の男子生徒。アルル地方出身で、大工を父に持つ。その出身地故か、リンドからは"山猿"とからかわれる。明朗活発でひょうきんな性格をしており、友人にも比較的恵まれているが、生真面目で正義感の強い一面を持ち合わせる。正反対の性格であるリンドとも比較的関係は良好だったが、レダニアとの一件を機に対立するようにある。
リンド・アレイン
声 - 古川登志夫
合理党のメンバーで、切れ長の目が特徴の男子生徒。パリ出身の生粋の都会っ子で、女性に対しては紳士的に接するが、ニヒルで皮肉めいた言動が目立ち、若干虚栄心が強い傾向にある。正反対の性格であるジャックとは、憎まれ口を叩き合いながらも、共にチェス好きだったこともあり、関係は良好だったが、レダニアとの一件から徐々に反目し合い、マリオンにも嫉妬心を燃やすようになる。
クロード
声 - 三ツ矢雄二
合理党のメンバーで、たれ目で、柔和な雰囲気をした男子生徒。争いごとを何よりも嫌い、感受性に富む反面、引っ込み思案で若干傷付きやすい。マリオンに対しては以前からある感情を抱いており、サラとの肉体関係を知ったときの強いショックから、一時期マリオンに反発する。
サラ・ヴィーダ
声 - 武藤礼子
クリュニー伯爵の愛人で、妖艶さと慈母的な優しさを併せ持つ娼婦。ヴァカンスのためにマリオンたちの住む町へやってきたところを、ガブリエルとの決闘に昂じているマリオンと偶然知り合う。レダニアとの口論の後に雨の中をさまよった末に倒れていたところを救い、閉ざしていた心を開かせるべく、彼と肉体関係を結ぶ。
レダニア・フランソワ
声 - 潘恵子
マリオンたちの通う学校のある町の市長の令嬢。町中の男性たちを虜にする気高い雰囲気を持ち合わせる美少女で、日常的に数々の男に言い寄られているが、実際にはマリオンに好意を抱いており、ほぼ全てのプロポーズや告白を拒絶している。しかし、当のマリオンが母との確執による女性不信から恋愛への興味を失っていることを知らず口論してしまうが、サラと関係を持つようになってからも気にかけている。
クリュニー伯爵（原作） / クリューニー伯爵（アニメ映画）
声 - 柴田秀勝
サラのパトロンをしている紳士。マリオンたちの住む町に別荘を持っており、ヴァカンスへやって来るが、サラよりもやや遅れて到着する。温厚篤実で泰然自若とした人物であり、サラとマリオンの関係にも寛容な対応をしている。
カフェの女主人
声 - 大田優子
ギムナジウム舎監
声 - 矢田耕司
眼鏡をかけた教師。ジャックに手を焼いている。
ガブリエル、アルマン
声 - 塩沢兼人（ガブリエル）、塩屋翼（アルマン）
マリオンたちの通う学校に在籍する上級生の男子生徒。レダニアをめぐり、町の喫茶店で殴り合いの喧嘩をするが、仲裁に入ったマリオンから喧嘩の最中に破壊した店の備品を弁償するよう命じられる。しかし、ガブリエルがこれに逆上して決闘に至ったことが、サラと出くわすきっかけの一つとなる。
機関士
声 - 戸谷公次
娘A
声 - 池田優子
娘B
声 - 川島千代子
娘C
声 - 中谷ゆみ
娘D
声 - 中野聖子

## 単行本
| 出版社 | レーベル           | 発行日         | 同時収録 |
| ------ | ------------------ | -------------- | --- |
| 白泉社 | 花とゆめコミックス | 1976年5月20日  | ホットミルクはいかが？（週刊少女コミック 1952年5号） まほうつかいの弟子（ 週刊少女コミック1953年6号） ゆびきり（なかよし 1966年1月増刊号） |
| 講談社 | ポケットKC         | 2000年02月08日 | NOEL!（別冊少女コミック 1975年11・12月号） エメレンティア（ぶ～け 1980年9月号） ヴァージン・ラビット                                       |

その他、小学館文庫の『姫くずし』（1982年）や、角川書店の竹宮惠子全集『ほほえむ少年』（1990年）にも収録されている。

## アニメーション映画
東映動画とマッドハウスにより劇場アニメ化され、1981年3月20日より各地で順次公開された。上映時間は59分。同時上映は吉田秋生原作の『悪魔と姫ぎみ』。配給はスーパーハリウッド（スーパーウッド）。
竹宮原作のアニメ映画化としては前年の『地球へ…』に次ぐ。一般の劇場・映画館ではなく公共ホールやイベント会場・公民館などで上映する「オフシアター方式」で、全国200箇所で上映された。首都圏では数日にわたって上映されたが、多くの地方都市では1日限りの上映となった。
ナレーションは井上真樹夫が担当している。

### スタッフ
- 製作・制作 - マッドハウス、東映動画
- プロデューサー - 秋津ひろき
- 原作 - 竹宮恵子（花とゆめコミックス）
- 演出 - 真崎守
- 脚本 - 辻真先
- 画面設定 - 川尻善昭
- 作画監督 - 富沢和雄
- 美術 - 石川山子
- 音楽 - 羽田健太郎
- 配給 - （株）スーパーハリウッド（スーパーウッド）

### 原作との主な相違点
- 原作ではラストでレダニアとジャックが婚約しているが、アニメでは結ばれることなく終わる。
- クリュニー伯爵の名前が、アニメでは「クリューニー伯爵」に変更されている。

### 発売メディア
東映ビデオからVHS及びベータマックスでビデオ化され、更に2000年の廉価版VHS販売と同時期にLD化。その後、2007年6月21日に東映ビデオからDVDが発売された。